# Havetiopsis
Havetiopsis, monotipski biljni rod iz porodice kluzijevki. Jedina je vrsta H. hippocrateoides, iz sjeverozapadne Venezuele i Perua
Rod je opisan 1860.

## Sinonimi
- Havetia hippocrateoides (Planch. & Triana) Vesque